# Literatura sarda
Literatura sarda és la literatura feta en sard, la llengua romànica pròpia de l'illa de Sardenya, o bé en altres llengües per part d'escriptors sards.

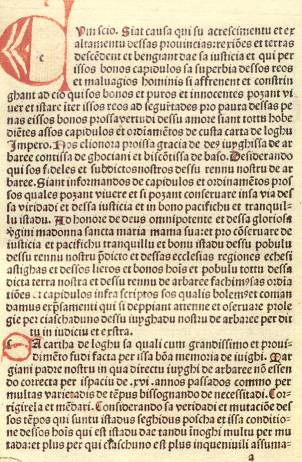
Carta de logu d'Arbarei

## Orígens
Els primers documents en llengua sarda daten del 1200, i es tracta dels condaghes i les cartes de logu, de caràcter municipal. Però el més important en producció literària és la poesia popular. Entre el poble sard, la figura del poeta era força important; era un professional que se'l cridava i pagava, fins i tot feia dispùtas amb altres poetes component lírics monostrofes, de base mètrica tetràstica i gènere amorós: mutu, mutettu i bathorina, amb molts dístics (s'istérria era el primer dístic, un joc de paraules irracional, i sa torrada el segon dístic, un concepte poètic sentimental). Altres composicions populars eren les anninnias (bressoles), attìtidus (cants funeraris), famosos els dedicats als bandits com Darosas, Torracorte, Onardo o Corbeddu; els gòggius, d'origen català i de caràcter coral i religiós (famosos a Orgosolo i Sant’Antonio de Lodi), i els laudatoris agrestes. D'altres eren el sonettu, d'origen castellà, i els cants amb cuncordu (cor). Tots utilitzaven com a base el dialecte logudorès.

## Inicis
La literatura culta, però, s'ha fet en els més diversos idiomes. Destacaren durant el segle xvi i XVII, per una banda, Antoni Canu, que el 1557 compondria una de les primeres líriques importants en sard, Sa vita et sa morte et passione de Sanctu Gavinu, Brothu et Januariu. Més tard, ell mateix compondria unes Rimes Spirituali (1597), però la via oberta per a compondre en sard només fou continuada per Jeroni Araolla (mort el 1645), castellà de Porto Torres i autor de Discurso de sa miseria humana (1582), i per Salvatore Vidal (1581-1641), autor de poemes en sard castellanitzat el 1638 i d'uns Annales Sardiniae (1639), obra polèmica en què afirma que Sardenya pertanyia al duc de Toscana i no pas al casal de Barcelona.
Les principals obres del període, però, les compongueren en castellà i llatí, llevat d'alguna en català. D'aquesta època, daten el pare de la historiografia sarda, Giovanni Francesco Fara (1542-1591), amb el llibre d'història De rebus Sardois (1580) i l'obra inacabada De Coreographia Sardiniae, publicada el 1835; l'humanista, advocat fiscal i teòleg Segimon Arquer (1530-1571), autor en llatí d'una Sardiniae brevis historiae et descriptio (1550), en què es fa ressò del bilingüisme català sard i ataca la Inquisició, raó per la qual fou cremat a la foguera; Nicolau Canyelles i Delseny (1515-1585), bisbe de Bosa el 1578-1585, va crear a Càller el 1566 la primera impremta sarda amb Vicenzo Samberino, però gairebé totes les obres impreses ho estaven en castellà o llatí, llevat dels Capítols de la cort de l'estament militar de Sardenya (1572), que ho estaven en català.
Per altra banda, l'escriptor sard més important de l'època fou Antoni Lofrasso, originari de l'Alguer, que va escriure en castellà Los mil y doscientos consejos y avisos discretos (1571), consells sobre les diverses professions, i Diez libros e la fortuna de amor (1573), novel·la pastoral i descriptiva. La primera obra sarda escrita en italià fou les Rime diverse (1595) del callerès Pietro de Litala. I encara en el segle xvii, Josep de Litala i de Castellví (1627-1701) va compondre en castellà una Loa (1666) i la Cima del monte Parnaso español con las tres musas castellanas Calíope, Urania y Euterpe (1672).
En el segle xviii, destacaria el poeta Giovanni Delogu Ibba (1664-1738), que compongué l’Index libri vitae cui titulus est Iuesus Nazarenus Rex Iudeorum (1736), que conté alguns gosos en sard, però encara no existeix una literatura en sard organitzada. Fins al 1780, no es formaria el primer grup literari sard anomenat Arcadia, en què destacaren els autors Pietro Pisurzi (1724-1799), Gavino Pes Don Baignu (1724-1795), amb els poemes Lu Tempu, Lu Pintimentu, La Vecchiaja, Efisio Pintor Sirigu (1765-1814), Giovanni Pietro Cubeddu (1749-1829) i Matteo Madao (1723-1800) jesuïta que el 1782 compondria Il ripulimento della lingua sarda, un assaig de gramàtica, i L'armonia dei sardi (1787); i Raimondu Congiu compongué Il trionfo della Sardegna (1793), però l'obra més destacada de l'època fou el pamflet de caràcter reivindicatiu de Francescu Ignaziu Mannu Innu de su patriotu sardu contra o sus feudatarios (1796), que poc després esdevindrà himne nacional dels istamentisti.

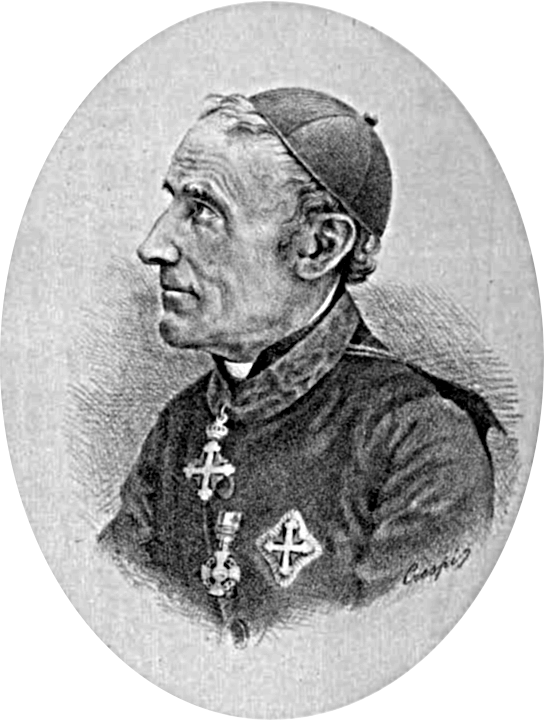
Juanni Spano, en una fotografia de 1872.

## Seglexix
Durant el segle xix, es produirien els primers intents de normalitzar la llengua i d'anàlisi de la situació del país. Ja el 1803, Giovanni Andrea Massalà fa una Dissertazione sul progresso delle scienze e della letteratura in Sardigna dal ristablimento delle due Università, en què afirma que s'ha patit durant segles la dominació política estrangera que l'ha obligat a seguir-la servilment. Així, el 1840, el filòleg sard Giovanni Spanu (1803-1878) va compondre l'Ortografia sarda nazionale o grammatica del dialetto logudorese, primer intent de cercar una ortografia unificada de la llengua sarda, que divideix la llengua en quatre dialectes, i proposa la unificació basada en el dialecte del Logudor. La tasca la completaria el 1855 amb el Vocabolario del dialetto logudorese, i el 1857 fou nomenat rector de la Universitat de Càller, des d'on intentarà promoure l'ús del sard unificat.
Els autors més destacats en sard durant el segle xix foren Paolo Mossa, Melchiorre Murenu (1803-1854) amb A una giovane libertina, Sa muzere brincagiola, Sa povertade, S'Istadu de Sardigna i Sas isporchizias de Bosa, Peppino Mereu (1872-1901) amb Galusè, Nanneddu Meu i A Genesio Lamberti, Pompeo Calura, Antioco Casula Montanaru (1878-1957), autor d'uns Càntigos di Ennargentu (1922), Boghes de Barbagia (1904), Sos Cantos de sa solitudine (1933) i Sa lantia (1950), i P. Nurra, autor d'una Antologia dei poeti sardi (1898).

## Segle XX

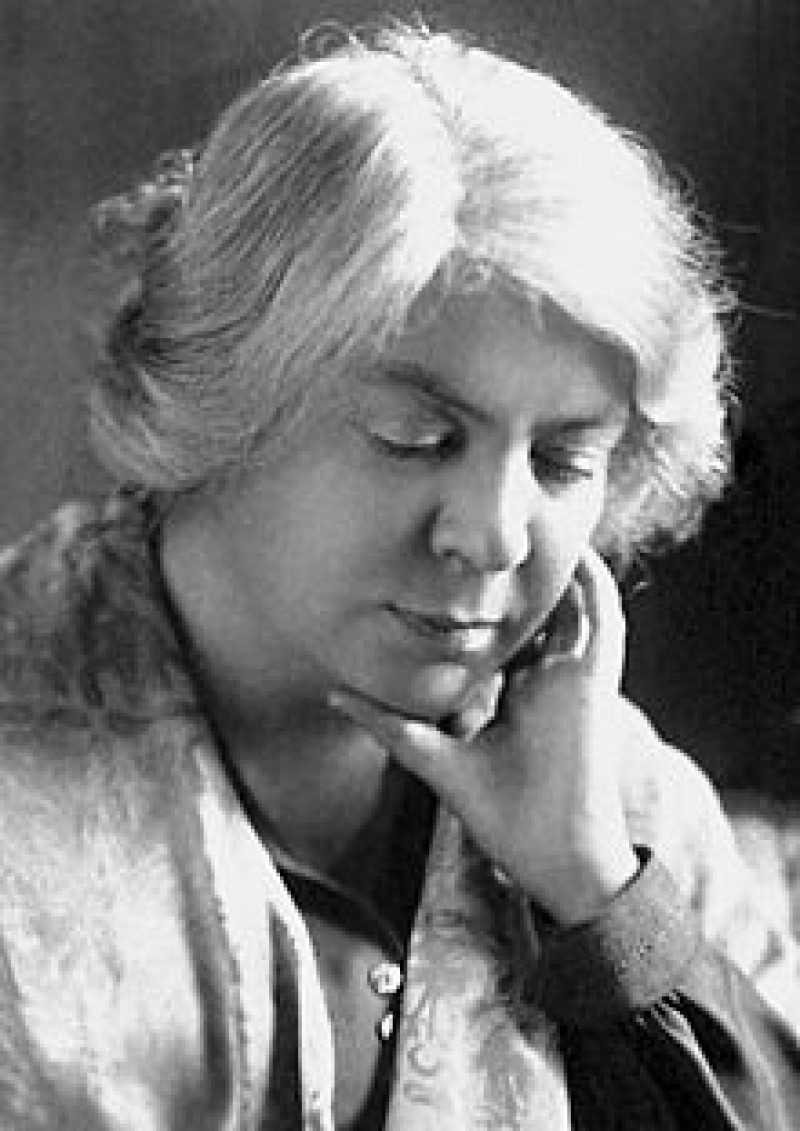
La nugoresa Grazia Deledda el 1926.

Durant el segle xx, destacaren el poeta Pompeo Calvia (1857-1921), autor del poema Sassari mannu (1919) i Pietro Casu di Berchidda, que va traduir la Divina Comèdia al sard el 1929. Durant els anys 1950 al 1970, es produí un petit renaixement de la literatura sarda, amb el diccionari de Casalis, revistes en sard com Sa Musa, de poesia, S'Ischiglia ('El sonall'), Pibiri e Sali ('Pebre i sal') revista humorística a Càller, i la bilingüe La Grotta della Vipera ('El cau de la vibra'), trimestral, fundada el 1975 i que estableix el premi literari Città di Ozieri, que permet la participació de poesies en català, occità, sard, furlà i cors; les obres de Max Leopold Wagner Lingua sarda: storia, spirito e forma i Dizionario etimologico sardo, en què es considera el sard com a idioma diferenciat de l'italià, quan d'altres el consideren un simple dialecte; l'estudi de Giovanni Lilliu La civiltà dei sardi; Visentu Porru (1773-1836), autor d'un Nou dizionariu sardu italianu, del 1832-1834, i un Saggio di grammatica sul dialetto sardo meridionale, Luisiu Matta, autor de Sa coia de Pitanu; Efisio Vincenzo Melis, autor de Ziu Paddori; Antonio Garau, autor d'Is campanas de Santu Sadurru, Peppattiongu s'arricu i Sa professoressa i Basciura, Salvatore Casu i Luca Cubeddu. Els poetes improvisadors en logudorès Gavino Contini (Siligo, 1865) Antoni Cubeddu (Ozieri), Zuseppe Pirastru (Ozieri), Pitanu Moretti (Tres Nuraghes), Barone Tucconi, Remundu Piras (Villanova Monteleone), Zuseppe Sotgiu, Batore Cabras, Angelo Dettori i Bernardino Zizi.
Però la figura més destacada va escriure en italià, la nuoresa Grazia Deledda (1871-1936), Premi Nobel de Literatura el 1926 i autora de les novel·les regionals d'inspiració sarda Anime oneste (1895), La giustizia (1899), Elias Portolu (1903), considerada la millor, Cenere (1904), i L'edera (1906) i la més famosa novel·la Canne al vento (1913). Altres autors en italià han estat Giuseppe Dessì, Salvatore Cambosu, Francesco Masala, Gavino Ledda, el jurista Salvatore Satta, Sergio Atzeni, el magistrat Salvatore Mannuzzu, l'antropòleg Giulio Angioni, Bianca Pitzorno i finalment els escriptors d'avui Marcello Fois, Flavio Soriga, Alberto Capitta, Michela Murgia i Milena Agus.
Pel que fa a la cançó, destacaren els cantants Miali Logudoresu i Mimmo Bua, però sobretot Maria Carta, que va introduir la música de Sardenya al públic estatal italià i l'internacional.
I pel que fa al cinema, malgrat no existir un veritable cinema sard, podem destacar el film Padre padrone (1977), dirigit pels germans toscans Paolo (1929) i Vittorio Taviani (1931), ambientat a Sardenya i en el llibre del mateix nom del filòleg i escriptor sard Gavino Ledda (Siligo 1938), i que descriu la vida dels pastors sards dels anys cinquanta i seixanta en tota la seva cruesa, així com el cruel tracte donat en l'exèrcit italià als "provincials".